# Bhadravati, Karnataka
Bhadravati là một thành phố công nghiệp và là một taluk thuộc huyện Shivamogga, bang Karnataka, Ấn Độ. Nó cách thành phố thủ phủ bang Bengaluru khoảng 255 kilômét (158 mi) và cách thủ phủ huyện Shivamogga 20 kilômét (12 mi). Thành phố có diện tích 670.536 kilômét vuông (258.895 dặm vuông Anh) và có dân số 151.102 người vào năm 2011.